# José Mazuelos Pérez
José Mazuelos Pérez (Osuna, 9 ottobre 1960) è un vescovo cattolico spagnolo, dal 6 luglio 2020 vescovo delle Isole Canarie.

## Biografia
José Mazuelos Pérez è nato a Osuna il 9 ottobre 1960.

### Formazione e ministero sacerdotale
Nel giugno del 1983 ha conseguito la laurea in medicina presso l'Università di Siviglia. Ha esercitato come medico nella sua città natale. Ha prestato il servizio militare nella Marina militare come medico presso l'ospedale militare San Carlos de San Fernando di Cadice.
Nell'ottobre del 1985 è entrato nel seminario metropolitano di Siviglia dove ha studiato filosofia e teologia. Ha seguito alcuni corsi presso il Centro di studi teologici di Siviglia.
Il 17 marzo 1990 è stato ordinato presbitero per l'arcidiocesi di Siviglia nella chiesa parrocchiale di Nostra Signora dei Rimedi a Siviglia da monsignor Carlos Amigo Vallejo. In seguito è stato parroco della parrocchia di Sant'Isidoro Lavoratore a Lora del Río fino al settembre del 1993, quando è stato inviato a Roma per studi. Ha studiato teologia morale all'Accademia alfonsiana. Nel 1995 ha conseguito la licenza e nel 1998 il dottorato con una tesi intitolata Posibilidad y significado de una bioética mediterránea. Comparación de los modelos bioéticos de H.T. Engelhardt y D. Gracia (Possibilità e significato di una bioetica mediterranea. Confronto tra i modelli bioetici di H.T. Engelhardt e D. Gracia). A Roma ha frequentato un corso di perfezionamento in bioetica presso la Scuola di Medicina del Policlinico Agostino Gemelli ed è stato collaboratore pastorale presso la parrocchia di Santa Francesca Cabrini.
Tornato in patria è stato professore di teologia morale all'Istituto teologico "San Giovanni d'Avila" e all'Istituto superiore di teologia di Jerez de la Frontera dal 1998; parroco della parrocchia della Madonna delle Nevi a Benacazón dall'ottobre del 1998 e vicedirettore del servizio di assistenza religiosa dell'Università di Siviglia; direttore dello stesso dall'ottobre del 2000; delegato per pastorale universitaria e direttore spirituale della Associazione degli studenti dell'Università di Siviglia. Il 27 aprile 2002 è stato nominato anche penitenziere della cattedrale di Siviglia e membro del collegio dei consultori. È stato anche professore ordinario di bioetica all'Università delle Isole Canarie e professore di morale nel piano di formazione sistematica per gli insegnanti di religione di Siviglia dal 2003 al 2004 e professore invitato alla Facoltà di teologia "San Damaso" di Madrid e alla Facoltà di teologia "Redemptoris Mater" di Callao, in Perù.

### Ministero episcopale

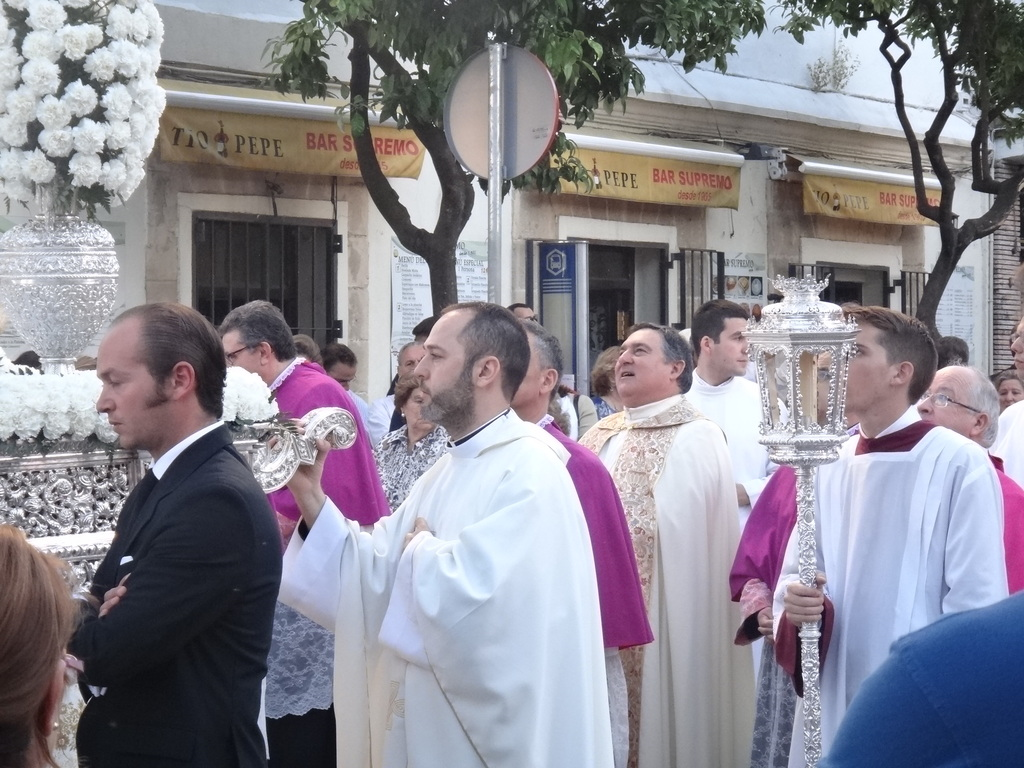
Monsignor José Mazuelos Pérez durante la processione del Corpus Domini.

Il 19 marzo 2009 papa Benedetto XVI lo ha nominato vescovo di Jerez de la Frontera. Ha ricevuto l'ordinazione episcopale il 6 giugno successivo nella cattedrale di Jerez de la Frontera dal cardinale Carlos Amigo Vallejo, arcivescovo metropolita di Siviglia, co-consacranti l'arcivescovo Manuel Monteiro de Castro, nunzio apostolico in Spagna e Andorra, e l'ordinario militare per la Spagna Juan del Río Martín. Durante la stessa celebrazione ha preso possesso della diocesi.
Nel marzo del 2014 ha compiuto la visita ad limina.
Il 6 luglio 2020 papa Francesco lo ha nominato vescovo delle Isole Canarie. Ha preso possesso della diocesi il 2 ottobre successivo.
In seno alla Conferenza episcopale spagnola è presidente della sottocommissione per la famiglia e la vita dal marzo del 2020. In precedenza è stato membro della sottocommissione per la famiglia e la vita dal 2009 al 2020 e della commissione per l'apostolato secolare.
È autore di varie pubblicazioni e articoli, e ha partecipato a molti simposi e conferenze.

## Opere
- Reflexiones sobre la eutanasia, Isidorianum 16 (1999) 457-488.
- El problema del inicio de la vida humana y su tutela en el tercer milenio, Burgense 2 (2000) 517-534.
- Fundamentos y contenidos de la cultura de la vida en el Magisterio de Juan Pablo II, Burgense 45/2 (2004) 465-486.
- Iglesia y cultura de la vida: retos de la bioética, Asidonense 1 (2008).
- Reconocimiento de la dignidad personal en la procreación y el origen, en la enfermedad y el final de la vida in Bioética: Reconocimiento de la persona, Madrid 2002, p. 29-53.
- La fe cristiana fundamento de una educación sexual responsable in La formación humana en la vida y ministerio del sacerdote, Siviglia 2002, p. 155-169.
- Libertad de investigación y respeto a la vida, J.J. PÉREZ-SOBA (Ed.) Para ser libres nos ha liberado, Madrid 2003, p. 204-220.
- Metabioética y Relación Médico-enfermo in Diccionario de bioética, Monte Carmelo, Burgos 2006.
- La vida humana naciente: clarificación y juicio moral in La fe de los sencillos. Comentario ala Instrucción Pastoral Teología y secularización en España, En prensa.
- La Iglesia, luz parala Bioética. Conferenza tenuta nei giorni di chiusura del master in bioetica dell'Università Cattolica Sant'Antonio de Murcia il 28 gennaio 2010.
- La Familia, comunidad de personas, al servicio de la vida. Conferenza tenuta al II Congresso della famiglia ad Alcalá de Henares il 4 novembre 2011.

## Genealogia episcopale
La genealogia episcopale è:
- Cardinale Scipione Rebiba
- Cardinale Giulio Antonio Santori
- Cardinale Girolamo Bernerio, O.P.
- Arcivescovo Galeazzo Sanvitale
- Cardinale Ludovico Ludovisi
- Cardinale Luigi Caetani
- Cardinale Ulderico Carpegna
- Cardinale Paluzzo Paluzzi Altieri degli Albertoni
- Papa Benedetto XIII
- Papa Benedetto XIV
- Papa Clemente XIII
- Cardinale Marcantonio Colonna
- Cardinale Giacinto Sigismondo Gerdil, B.
- Cardinale Giulio Maria della Somaglia
- Cardinale Carlo Odescalchi, S.I.
- Cardinale Costantino Patrizi Naro
- Cardinale Serafino Vannutelli
- Cardinale Domenico Serafini, Cong. Subl. O.S.B.
- Cardinale Pietro Fumasoni Biondi
- Cardinale Ildebrando Antoniutti
- Cardinale Marcelo González Martín
- Cardinale Carlos Amigo Vallejo, O.F.M.
- Vescovo José Mazuelos Pérez

La successione apostolica è:
- Vescovo Cristóbal Déniz Hernández (2022)